# Liste der Baudenkmäler in Neustadt an der Waldnaab
Auf dieser Seite sind die Baudenkmäler in der Oberpfälzer Stadt Neustadt an der Waldnaab zusammengestellt. Diese Tabelle ist eine Teilliste der Liste der Baudenkmäler in Bayern. Grundlage ist die Bayerische Denkmalliste, die auf Basis des Bayerischen Denkmalschutzgesetzes vom 1. Oktober 1973 erstmals erstellt wurde und seither durch das Bayerische Landesamt für Denkmalpflege geführt wird. Die folgenden Angaben ersetzen nicht die rechtsverbindliche Auskunft der Denkmalschutzbehörde.

## Ensembles

### Ensemble Altstadt Neustadt an der Waldnaab

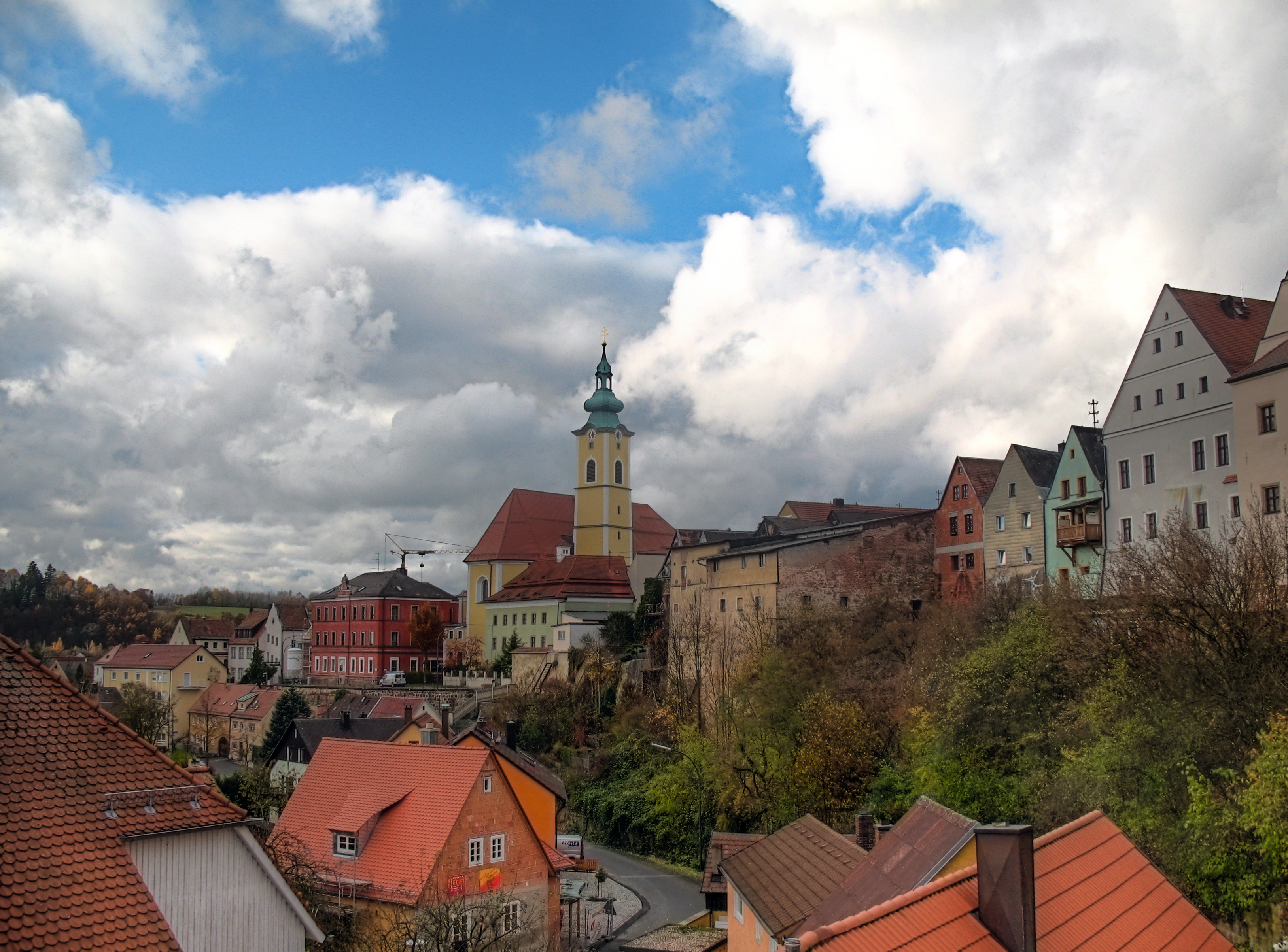

Auf einem schmalen Höhenrücken, kurz vor der Mündungsstelle zwischen Waldnaab und Floß, war bereits im Mittelalter der Stadtkern Neustadts ausgeprägt. Das Plateau des seitlich steil abfallenden Höhensporns nimmt der lange Straßenmarkt ein, der sich nach der Mitte zu etwas verengt und an der unteren Schmalseite durch eine Dreigiebelfront beim Rathaus, an der oberen Schmalseite durch den hochbarocken Walmdachbau des Neuen Schlosses gerahmt wird. Wegen der Begrenztheit des dort verfügbaren Platzes wurde nach Westen hin eine Erweiterung vorgenommen: An den Stadtplatz direkt anschließend im Bereich der steilen Auffahrt die Untere Vorstadt. Bereits im Jahr 1358 war auf Veranlassung Karl IV. die Freyung gegründet worden, die sich in der Flussniederung befindet und daher eine relativ weitläufige, angerartige Anlage mit ein- und zweigeschossigen Wohnstallbauten erhielt. Auf dem Stadtplatz selbst waren die mittelalterlichen Bauten meist in der 2. Hälfte des 16. Jahrhunderts als zweigeschossige Giebelhäuser erneuert worden, allerdings auf den gleichen schmalen Grundstücken wie zuvor. Da an den geländebedingt unerschließbaren Rückseiten die landwirtschaftlichen Nutzräume der Ackerbürger unterzubringen waren, musste ein spezieller Grundrisstyp entwickelt werden. Die daraus resultierende Innenstruktur, die Giebelständigkeit, das Alter der Gebäude und die Verbindung zu den herrschaftlichen Schlossbauten am oberen Platzende ergeben zusammen mit der für den Fernblick eindrucksvollen Höhensilhouette die Einzigartigkeit dieses Ensembles. Besonders malerisch ist der Aufblick an der Südseite, wo über den erhaltenen Fundamenten der Stadtmauer im Osten die drei hohen Giebel des Alten Schlosses aus dem 16. Jahrhundert und im Westen die Pfarrkirche mit ihrer grazilen Turmbekrönung aus dem 18. Jahrhundert aufragen. Aktennummer: E-3-74-139-1.

## Stadtbefestigung
| Lage       | Objekt           | Beschreibung | Akten-Nr.    | Bild             |
| ---------- | ---------------- | --- | ------------ | ---------------- |
| (Standort) | Stadtbefestigung | Reste der Stadtmauern in der Befestigung des Weges Am Schulbühl/Gassl, bei den Häusern Stadtplatz 14 - 32 rückwärtig nach Süden, ehemalige Schlossbefestigung bei Stadtplatz 34 - 38 rückwärtig nach Süden, Bruchstein, wohl spätmittelalterlich; Wehrturm, Zwinger, sogenannter Hungerturm, Rundturm mit Kegeldach, bezeichnet mit „1664“; Rest eines Schalenturms, Bruchstein, wohl spätmittelalterlich; Rest eines Rundturms, Bruchstein, wohl spätmittelalterlich | D-3-74-139-1 | Stadtbefestigung |

## Baudenkmäler nach Ortsteilen

### Neustadt
| Lage                                                                               | Objekt                                                  | Beschreibung | Akten-Nr.     | Bild |
| ---------------------------------------------------------------------------------- | ------------------------------------------------------- | --- | ------------- | --- |
| Äußere Floßer Straße ()                                                            | Steinkreuz                                              | wohl Sühnekreuz, Granit, wohl spätmittelalterlich | D-3-74-139-66 | |
| Am Vogelherd (bei Nr. 2) (Standort)                                                | Schaftbildstock                                         | Schaftbildstock, Ende 17. Jahrhundert, Granit | D-3-74-139-3  | [[Vorlage:Bilderwunsch/code!/C:49.73385,12.18323!/D:Am Vogelherd (bei Nr. 2), Schaftbildstock!/\|BW]]                            |
| Bahnhofstraße (vor der Brücke über die Waldnaab in Richtung Altenstadt) (Standort) | Bildsäule                                               | Bildsäule mit Figur hl. Johannes von Nepomuk, bezeichnet 1722, renoviert 1836. | D-3-74-139-50 | Bildsäule |
| Bräuhausstraße (an der Brücke über die Floß) (Standort)                            | Bildstock                                               | Bildstock mit Figur hl. Johannes von Nepomuk, bezeichnet 1896. | D-3-74-139-51 | weitere Bilder |
| Eichendorffweg 1 (Standort)                                                        | Kapelle                                                 | Satteldachbau, dreiseitig geschlossen, mit Eingangsvorhalle und Dachreiter, bossierte Werksteinquader, bezeichnet mit „1954“; Bildstock, profilierter Pfeiler, darauf ädikulaartige Laterne mit Bildfeld, wohl Ende 19. Jahrhundert | D-3-74-139-61 | BW |
| Felixallee (Standort)                                                              | Brunnen mit Bildtafel St. Felix                         | Brunnen mit Bildtafel St. Felix, bezeichnet 1756, Granitfassung. | D-3-74-139-5  | Brunnen mit Bildtafel St. Felix                                                                                                  |
| Felixallee 30 (Standort)                                                           | Katholische Wallfahrtskirche St. Felix                  | Katholische Wallfahrtskirche St. Felix, 1763–65; mit Ausstattung. | D-3-74-139-4  | weitere Bilder |
| Freyung (Standort)                                                                 | Holzkruzifix                                            | Holzkruzifix, 19./20. Jahrhundert | D-3-74-139-9  | weitere Bilder |
| Freyung 11 (Standort)                                                              | Traufseithaus                                           | Traufseithaus, Mitte 19. Jahrhundert, mit Torbogen zum Hof. | D-3-74-139-6  | weitere Bilder |
| Freyung 26 (Standort)                                                              | Ehemaliges Wohnstallhaus                                | Ehemaliges Wohnstallhaus, erdgeschossiger Giebelbau, mit abgewinkeltem Stadelanbau, frühes 19. Jahrhundert | D-3-74-139-55 | Ehemaliges Wohnstallhaus |
| Freyung 27 (Standort)                                                              | Ehemaliges Wohnstallhaus                                | Ehemaliges Wohnstallhaus, im Kern 18. Jahrhundert, aufgestockt mit Krüppelwalmdach, 19. Jahrhundert, Tormauer zum Hof. | D-3-74-139-8  | weitere Bilder |
| Fröschaustraße 9 (Standort)                                                        | Traufseithaus                                           | Traufseithaus, Geburtshaus des Dichters Oswald Hafner, im Kern 17. Jahrhundert, Steinfenstergewände bezeichnet 1681, Stallgewölbe, Felsenkeller, mit Eingang wohl durch Stadtmauerfundament. | D-3-74-139-10 | weitere Bilder |
| Fröschaustraße 13, 15 (Standort)                                                   | Ehemaliges fürstliches Jägerhaus, später Doppelwohnhaus | zweigeschossiges traufständiges Gebäude mit Steildach, Ziegelstein und Bruchsteinmauerwerk, östlicher Teil mit verschalter Holzlaube im Obergeschoss, im Kern 17./18. Jahrhundert, Dachwerk weitgehend von 1849 (dendrochronologisch datiert) | D-3-74-139-64 | BW |
| Innere Floßer Straße 16 (Standort)                                                 | Bildstock, Ädikula                                      | Kapellenbildstock, ädikulaartige Form mit Rundbogennische; im Inneren Ölbergrelief, 17./18. Jh. | D-3-74-139-63 | BW |
| Johann-Dietl-Straße 15 (Standort)                                                  | Villa                                                   | eingeschossiger Schopfwalmdachbau auf Bruchsteinsockel mit polggonal gebrochenem Standerker und Mittelgiebel, rückwärtig eingeschossiger satteldachgedeckter Küchenbau, um 1920; Einfriedung gleichzeitig. nicht nachqualifiziert, im Bayerischen Denkmal-Atlas nicht kartiert | D-3-74-139-60 | BW |
| Johann-Dietl-Straße 20 (Standort)                                                  | Villa                                                   | Villa, zweigeschossiger Massivbau, Walmdach, in reduzierten Formen des Historismus, nach 1900; mit Ausstattung. | D-3-74-139-57 | weitere Bilder |
| Knorrstraße (Standort)                                                             | Bildstock                                               | Bildstock, Ädikula mit Andachtsbild und Christusfigur, 18. Jahrhundert; am Friedhofseingang. | D-3-74-139-13 | weitere Bilder |
| Knorrstraße (Standort)                                                             | Sogenannte Dreifaltigkeitssäule                         | Sogenannte Dreifaltigkeitssäule, um 1700, mit Gnadenstuhl aus Sandstein; vor dem Friedhof. | D-3-74-139-14 | weitere Bilder |
| Lindenstraße 1 (Standort)                                                          | Wohnstallhaus                                           | Wohnstallhaus, 17./18. Jahrhundert | D-3-74-139-15 | weitere Bilder |
| Lindenstraße 5 (Standort)                                                          | Backofen                                                | Backofen, 19. Jahrhundert, oberer Teil erneuert; angebaut an Haus Nummer 5. | D-3-74-139-16 | weitere Bilder |
| Mühlbergweg 7 (Standort)                                                           | Fachwerkbau mit Walmdach                                | Fachwerkbau mit Walmdach, um 1800, jetzt Lagergebäude des städt. Bauhofs. | D-3-74-139-19 | weitere Bilder |
| Mühlbergweg 16 (Standort)                                                          | Torbogen zum ehemaligen fürstlichen Garten              | Torbogen zum ehemaligen fürstlichen Garten, Mitte 17. Jahrhundert, aus Bruchstein- und Backsteinmauerwerk; bei Haus Nummer 16. | D-3-74-139-17 | weitere Bilder |
| Raiffeisenplatz 7 (Standort)                                                       | Katholische Friedhofskapelle Hl. Dreifaltigkeit         | Katholische Friedhofskapelle Hl. Dreifaltigkeit, bezeichnet 1662; mit Ausstattung. | D-3-74-139-11 | weitere Bilder |
| Raiffeisenplatz 7 (Standort)                                                       | Friedhof                                                | Friedhof, seit 1629, Grabdenkmäler 19./20. Jahrhundert; Steinkreuz mit eingeritzter Pflugschar, nachmittelalterlich; in der Friedhofsmauer. | D-3-74-139-11 | weitere Bilder |
| Rastenhofer Straße (am alten Wallfahrtsweg nach St. Quirin) (Standort)             | Bildstock                                               | Bildstock mit Gusseisenkruzifixus, Ende 19. Jahrhundert, neugotisch. | D-3-74-139-53 | [[Vorlage:Bilderwunsch/code!/C:49.7353,12.1877!/D:Rastenhofer Straße (am alten Wallfahrtsweg nach St. Quirin), Bildstock!/\|BW]] |
| Stadtmühlweg 11 (Standort)                                                         | Mühle                                                   | Mühle, wohl um 1700, stattlicher Walmdachbau. | D-3-74-139-20 | weitere Bilder |
| Stadtplatz (Standort)                                                              | Brunnen                                                 | Brunnen, 19. Jahrhundert, achteckiges Granitbecken; vor dem Neuen Schloss. | D-3-74-139-45 | Brunnen |
| Stadtplatz 2 (Standort)                                                            | Rathaus                                                 | Rathaus, bezeichnet 1824, klassizistischer Eckbau mit Giebelfassade und gegliederter langer Seitenfront, der rückwärtige Teil im Kern älter. | D-3-74-139-21 | weitere Bilder |
| Stadtplatz 4 (Standort)                                                            | Bürgerhaus                                              | Bürgerhaus, 16. Jahrhundert, mit Steingewänden im 1. Obergeschoss. | D-3-74-139-22 | Bürgerhaus |
| Stadtplatz 5, 7 (Standort)                                                         | Dreigeschossiges Wohnhaus                               | Dreigeschossiges Wohnhaus, 2. Hälfte 16. Jahrhundert, unter gemeinsamem Krüppelwalmdach zusammengefasst. | D-3-74-139-23 | Dreigeschossiges Wohnhaus |
| Stadtplatz 6 (Standort)                                                            | Bürgerhaus                                              | Bürgerhaus, 1. Hälfte 18. Jahrhundert, mit barocker Giebelfassade, innen erneuert. | D-3-74-139-24 | Bürgerhaus |
| Stadtplatz 8 (Standort)                                                            | Katholische Pfarrkirche St. Georg                       | Katholische Pfarrkirche St. Georg, Saalbau mit Chorflankenturm, errichtet nach 1735 unter Einbezug von Teilen des mittelalterlichen Vorgängerbaus, Erhöhung des Turmes 1794; mit Ausstattung. | D-3-74-139-26 | weitere Bilder |
| Stadtplatz 9 (Standort)                                                            | Giebelhaus                                              | Giebelhaus, 2. Hälfte 16. Jahrhundert | D-3-74-139-27 | Giebelhaus |
| Stadtplatz 10 (Standort)                                                           | Altes Schulhaus                                         | Altes Schulhaus, bezeichnet 1779, mit Steingewänden und gestuftem Walmdach. | D-3-74-139-28 | Altes Schulhaus |
| Stadtplatz 11 (Standort)                                                           | Giebelhaus                                              | Giebelhaus, 2. Hälfte 16. Jahrhundert | D-3-74-139-29 | Giebelhaus |
| Stadtplatz 14 (Standort)                                                           | Hausfigur                                               | | D-3-74-139-30 | Hausfigur |
| Stadtplatz 18 (Standort)                                                           | Giebelhaus                                              | Giebelhaus, 2. Hälfte 16. Jahrhundert | D-3-74-139-32 | Giebelhaus |
| Stadtplatz 22 (Standort)                                                           | Giebelhaus                                              | Giebelhaus, im Kern 2. Hälfte 16. Jahrhundert | D-3-74-139-34 | Giebelhaus |
| Stadtplatz 33 (Standort)                                                           | Giebelhaus                                              | Giebelhaus, im Kern 2. Hälfte 16. Jahrhundert | D-3-74-139-39 | weitere Bilder |
| Stadtplatz 34 (Standort)                                                           | Ehemaliger Kanzleikomplex                               | Ehemaliger Kanzleikomplex, südlich dreigeschossiger Giebelbau, 2. Hälfte 16. Jahrhundert, mit Treppenturm an das Alte Schloss angebaut, im Kern 15. Jahrhundert; nördlich Satteldachbau zur Stadtplatzseite, 2. Hälfte 16. Jahrhundert, im Kern 15. Jahrhundert, 1665 Betsaal im 2. Obergeschoss; zweigeschossiger Verbindungsbau zum Alten Schloss, im Kern 16. Jahrhundert, mit Torbogen; rückwärtig einbezogene Reststücke der Schlossbefestigung; ehemals Zwingerturm, sogenannter Hungerturm, bezeichnet 1664; Felsenkeller, wohl 18. Jahrhundert, mit Eingang von der östlichen Fröschaustraße. | D-3-74-139-40 | weitere Bilder |
| Stadtplatz 36 (Standort)                                                           | Ehemalige Burg                                          | Ehemalige Burg, sogenanntes „Altes Schloss“, spätgotisch, dreigeschossiger Giebelbau mit Erkern, im Kern 15. Jahrhundert, Dachkonstruktion bezeichnet 1543, die östlich anschließenden Teile und Kelleranlage im Kern mittelalterlich, in der Renaissancezeit Einbau von Holzdecken; 1. Obergeschoss Südseite, Rokokoputzdecke mit Vedutenmalerei; überdachte Freitreppe, 1818; östliche Gartenmauer mit Pinienzapfen, Anfang 19. Jahrhundert | D-3-74-139-41 | weitere Bilder |
| Stadtplatz 38 (Standort)                                                           | Neues Schloss                                           | Neues Schloss, ab 1698 nach Plänen von Antonio Porta, dreigeschossiger Walmdachbau mit reicher Fassadengliederung | D-3-74-139-42 | weitere Bilder |
| Stadtplatz 39 (Standort)                                                           | Giebelhaus                                              | Giebelhaus, 2. Hälfte 16. Jahrhundert, mit Torbogen und Gewänden aus Granit. | D-3-74-139-43 | Giebelhaus |
| Tirschenreuther Straße (bei Haus Nr. 26) (Standort)                                | Säulenbildstock                                         | Bildstock, toskanische Säule mit Basis und Kapitell, Laterne mit rundbogigen Bildnischen, Granit, bez. 1700. | D-3-74-139-46 | [[Vorlage:Bilderwunsch/code!/C:49.736137,12.178406!/D:Tirschenreuther Straße (bei Haus Nr. 26), Säulenbildstock!/\|BW]]          |
| Zacharias-Frank-Straße 31 (Standort)                                               | Sechseckige Wegkapelle                                  | Sechseckige Wegkapelle, sogenannte Schallerkapelle, um 1900; mit Ausstattung. | D-3-74-139-49 | weitere Bilder |
| am Weg von Hammerharlesberg nach St. Felix im Flurstück Osserland (Standort)       | Schaftbildstock                                         | Schaftbildstock, 18./19. Jahrhundert, Granit. | D-3-74-139-52 | weitere Bilder |
| Bahnlinie Weiden - Oberkotzau (Standort)                                           | Wegbrücke                                               | Wegbrücke, aus Quadermauerwerk, mit flachem Bogen, 1865. | D-3-74-139-56 | BW |

### Mühlberg
| Lage                   | Objekt                    | Beschreibung                                                                                                | Akten-Nr.     | Bild           |
| ---------------------- | ------------------------- | --- | ------------- | -------------- |
| Mühlberg 10 (Standort) | Wallfahrtskirche St. Anna | Wallfahrtskirche St. Anna, 2. Hälfte 18. Jahrhundert, Turm im Kern gotisch, 1521 erneuert; mit Ausstattung. | D-3-74-139-54 | weitere Bilder |

### Radschinmühle
| Lage                       | Objekt    | Beschreibung                                                                                       | Akten-Nr.     | Bild           |
| -------------------------- | --------- | -------------------------------------------------------------------------------------------------- | ------------- | -------------- |
| Radschinmühle 1 (Standort) | Bildstock | schlanker Granitschaft mit Eckauskehlungen, darüber Laterne mit Bildnischen, bezeichnet mit „1702“ | D-3-74-139-18 | weitere Bilder |

## Ehemalige Baudenkmäler
In diesem Abschnitt sind Objekte aufgeführt, die früher einmal in der Denkmalliste eingetragen waren, jetzt aber nicht mehr. Objekte, die in anderem Zusammenhang – also z. B. als Teil eines Baudenkmals – weiter eingetragen sind, sollen hier nicht aufgeführt werden. Aktennummern in diesem Abschnitt sind ehemalige, jetzt nicht mehr gültige Aktennummern.

| Lage                                   | Objekt           | Beschreibung                                                                       | Akten-Nr.     | Bild           |
| -------------------------------------- | ---------------- | ---------------------------------------------------------------------------------- | ------------- | -------------- |
| Neustadt Stadtplatz 43 (Standort)      | Granittürrahmung | Granittürrahmung, bezeichnet 1699.                                                 | D-3-74-139-44 | weitere Bilder |
| Neustadt Untere Vorstadt 15 (Standort) | Traufseithaus    | Traufseithaus, im Kern 1. Hälfte 17. Jahrhundert, Steintürrahmung bezeichnet 1854. | D-3-74-139-48 | Traufseithaus  |

## Abgegangene Baudenkmäler
In diesem Abschnitt sind Objekte aufgeführt, die früher einmal in der Denkmalliste eingetragen waren, jetzt aber nicht mehr existieren, z. B. weil sie abgebrochen wurden. Aktennummern in diesem Abschnitt sind ehemalige, jetzt nicht mehr gültige Aktennummern.

| Lage                           | Objekt                   | Beschreibung                                                              | Akten-Nr.    | Bild           |
| ------------------------------ | ------------------------ | ------------------------------------------------------------------------- | ------------ | -------------- |
| Neustadt Freyung 23 (Standort) | Ehemaliges Wohnstallhaus | Ehemaliges Wohnstallhaus, 18. Jahrhundert, erdgeschossiger Satteldachbau. | D-3-74-139-7 | weitere Bilder |